# Orbimorphus constrictus
Orbimorphus constrictus är en kräftdjursart som beskrevs av Richardson1910. Orbimorphus constrictus ingår i släktet Orbimorphus och familjen Bopyridae. Inga underarter finns listade i Catalogue of Life.